# Riserva nazionale (Stati Uniti d'America)

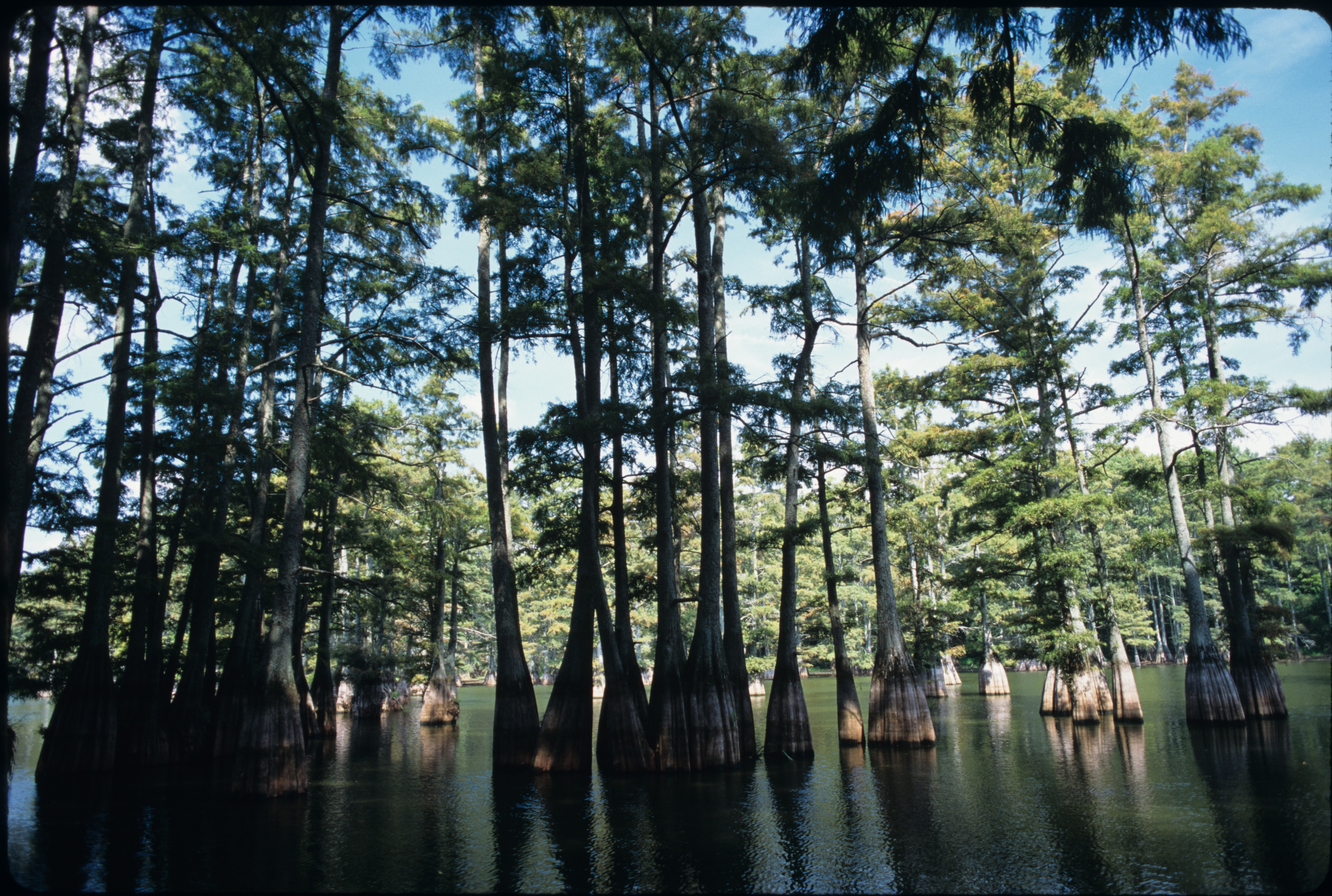
Big Thicket National Preserve, esempio di riserva naturale statunitense

Una riserva nazionale, negli Stati Uniti d'America, è un tipo area protetta gestita dal National Park Service designata dal Congresso che ha caratteristiche normalmente associate a parchi nazionali U.S.A., ma dove sono consentite alcune attività di sfruttamento delle risorse naturali come la pesca, la caccia, l'estrazione mineraria e l'esplorazione ed estrazione di petrolio o gas. I tipi di attività permesse in ciascuna riserva nazionale variano a seconda della legislazione vigente per l'area considerata.
La prima riserva nazionale negli Stati Uniti fu la Riserva nazionale di Big Cypress in Florida, seguita poco dopo dalla Riserva nazionale di Big Thicket in Texas, entrambe istituite nel 1974.
Le riserve nazionali in Alaska sono state create da una disposizione dell'Alaska National Interest Lands Conservation Act del 1980, che consente solo la caccia e la pesca regolamentata per soli scopi sportivi e di sussistenza.